# Magomedrasul Gazimagomedov
Magomedrasul Muchtarovič Gazimagomedov (* 8. dubna 1991, Tindi) je ruský zápasník–volnostylař avarské národnosti, patřící do andalské skupiny.

## Sportovní kariéra
Je rodákem z dagestánské horské obce Tindi v okresu Cumada. Zápasení se věnoval od 10 let pod vedením Chajbully Nurgadžijeva. Později se přes sportovní školu v Chasavjurtu dostal do tréninkového střediska ve Stavropolu, kde se připravoval pod vedením Eldara Nadžmuddinova. V ruské volnostylařské reprezentaci se prosazoval od roku 2014 po zavedení neolympijské váhy do 70 kg. Po mimořádně úspěném roce 2015, kdy získal titul mistra světa a Evropy ho v olympijském roce 2016 postihlo vážné zranění kolene. Po dlouhé rehabilitiaci se na žíněnku vrátil v roce 2017.

## Výsledky
| Turnaj             | 2014 | 2015 | 2016 | 2017 | 2018 | 2019 |
| Turnaj             | 23   | 24   | 25   | 26   | 27   | 28   |
| Turnaj             | -70  | -70  | -70  | -70  | -70  | -70  |
| ------------------ | ---- | ---- | ---- | ---- | ---- | ---- |
| Olympijské hry     |      |      | —    |      |      |      |
| Mistrovství světa  | —    | 1.   | —    | —    | 1.   | —    |
| Evropské hry       |      | 1.   |      |      |      | —    |
| Mistrovství Evropy | —    | 1.   | —    | —    | —    | 3.   |